# 베이징 조약

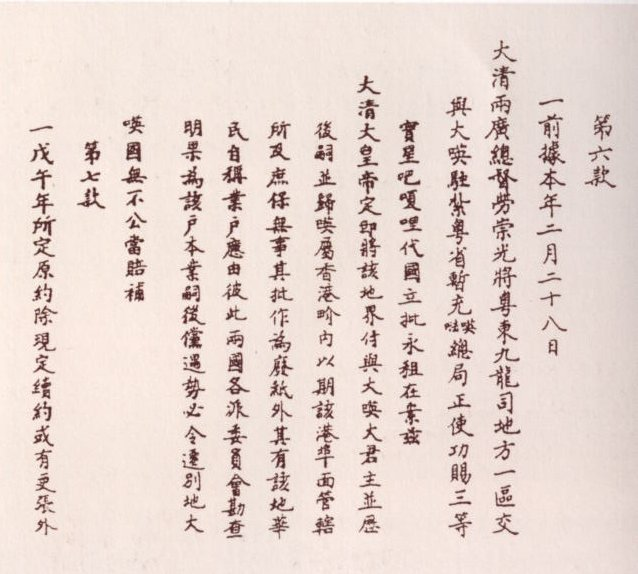
베이징 조약의 내용

베이징 조약(북경조약, 중국어: 北京條約 Běijīng Tiáoyūe[*])은 제2차 아편 전쟁의 결과로, 1860년 10월 18일에 청나라가 영국, 프랑스, 러시아 제국과 체결한 조약이다.

## 상세
이 조약은 6개의 항목으로 되어 있으며, 이 조약에 따라 청나라는 영국에 주룽(현재의 홍콩 중심부)을 내주었고, 러시아에는 우수리강동쪽 연해주까지도 내주었고 청나라는 동해로 접근이 막히게 되었다. 러시아가 만주로 영향력을 확대하고 영국은 청나라의 각종 이권을 획득했으며, 프랑스는 청나라 영토 내에서 프랑스인의 우위를 인정 받고 청나라 영토 내에서 천주교 전파 등 포교 활동의 자유를 인정받았다.

## 공친왕

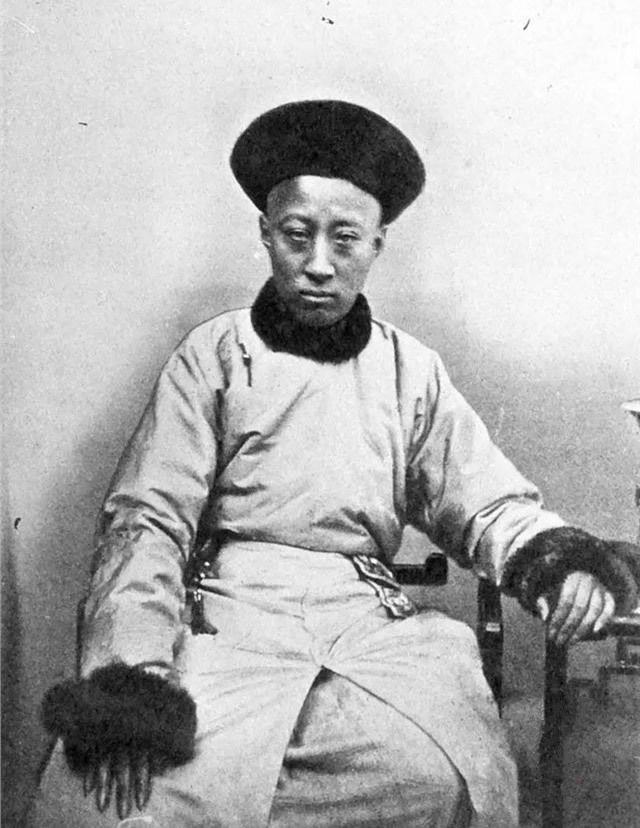
공친왕

1860년 10월 18일, 청나라와 제2차 아편 전쟁을 치른 영국과 프랑스 연합군은 천단, 이화원, 원명원 등 베이징 주요 건축물와 주변을 약탈하고, 베이징의 자금성에 입성하였다.
전쟁에서 패한 청나라는 공친왕을 대표로 내세워 러시아 대표인 니콜라이 파블로비치 이그나티예프(Никола́й Па́влович Игна́тьев) 영국 대표인 제임스 브루스(James Bruce) 프랑스 대표인 장바티스트 루이 그로 (Jean-Baptiste Louis Gros)과 불평등 조약을 체결할 수 밖에 없었다. 또, 교전 당사자가 아니었던 러시아까지 조약을 중재했다는 핑계로 조약 당사자로 끼어들었다.
영국군, 프랑스군은 유럽인 죄수들에게 청나라 관원들이 부당한 대우를 했다는 구실로 자금성을 방화할 계획이었는데(애로호 사건 참조), 조약 체결 후 그 대신 이화원과 원명원을 불살랐다.
이 조약은 1860년 10월 24일에 자금성의 남쪽 건물에서 마무리되었다. 조약은 중국-영국, 중국-프랑스, 중국-러시아 간 조약의 형식으로 각각 맺어졌다.

## 조약 내용
- 청나라가 비준을 거부한 1858년의 톈진조약 내용을 비준한다.
- 톈진을 개항한다.
- 외교 사절의 베이징 주재를 허용한다.
- 배상금 800만냥을 지불한다.
- 프랑스에 대해 몰수한 가톨릭 재산 반환을 인정한다.
- 청나라에 의한 자국민의 해외 이주 금지 정책의 철폐와 이민 승인

## 결과
영국과 러시아는 위의 조건 외에 개별적으로 청나라와 조약을 맺었다.
- 영국-청나라: 난징 조약(南京條約, 1842년)으로 대영제국에 홍콩섬을 내준 청나라는 이 조약의 체결로 홍콩 섬 맞은 편의 주룽까지 1860년 10월 24일부터 1997년 7월 1일까지 영국에 조차하였다.
- 러시아-청나라: 아이훈 조약(1858년)으로 러시아 제국에 아무르강(黑龍江) 이북지역을 포기한 것에 더하여 이 조약으로 인해 우수리스키 지방(연해주와 남부 하바롭스크 지방)을 영원히 할양하였다.

베이징 조약으로 인해서, 당시 조선의 영토였던 녹둔도가 러시아 영토로 넘어갔다. 이는 조선이 녹둔도가 자국의 영토임에도 취급을 거의 안했다는 것과, 물의 흐름으로 인하여 녹둔도의 땅이 연해주로 붙어버린 결과이다.

## 같이 보기
- 제2차 아편 전쟁
- 톈진조약
- 아이훈조약
- 우수리스키 지방
- 타르바가타이 조약